# Daifuku
Pour les articles homonymes, voir Mochi (homonymie).
Le daifuku (大福) ou daifuku mochi (« grande chance », en japonais) est une pâtisserie wagashi traditionnelle de la cuisine japonaise, à base de mochi aromatisé (boule moelleuse de pâte de riz gluant) enrobée d'une fine couche de kinako (poudre de soja grillé) et fourrée de nombreuses variantes possibles de garnitures sucrées (pâte de haricots rouges sucrée anko, mélange de fruit et d'anko, purée de fraises ou encore de la pâte de melon).

## Étymologie
Les daifuku étaient appelés originellement harabuto mochi (腹太餅) (gâteau mochi au ventre épais) à cause de leur garniture. Plus tard, ils furent renommés daifuku mochi (大腹餅) (gâteau mochi au gros ventre). Les prononciations de fuku (腹) (ventre) et fuku (福) (chance) étant les mêmes en japonais, le caractère et le sens du nom de cette friandise furent changés en daifuku mochi (大福餅) (« gros gâteau de la chance »), qui est donc censé porter chance.

Quelques exemples
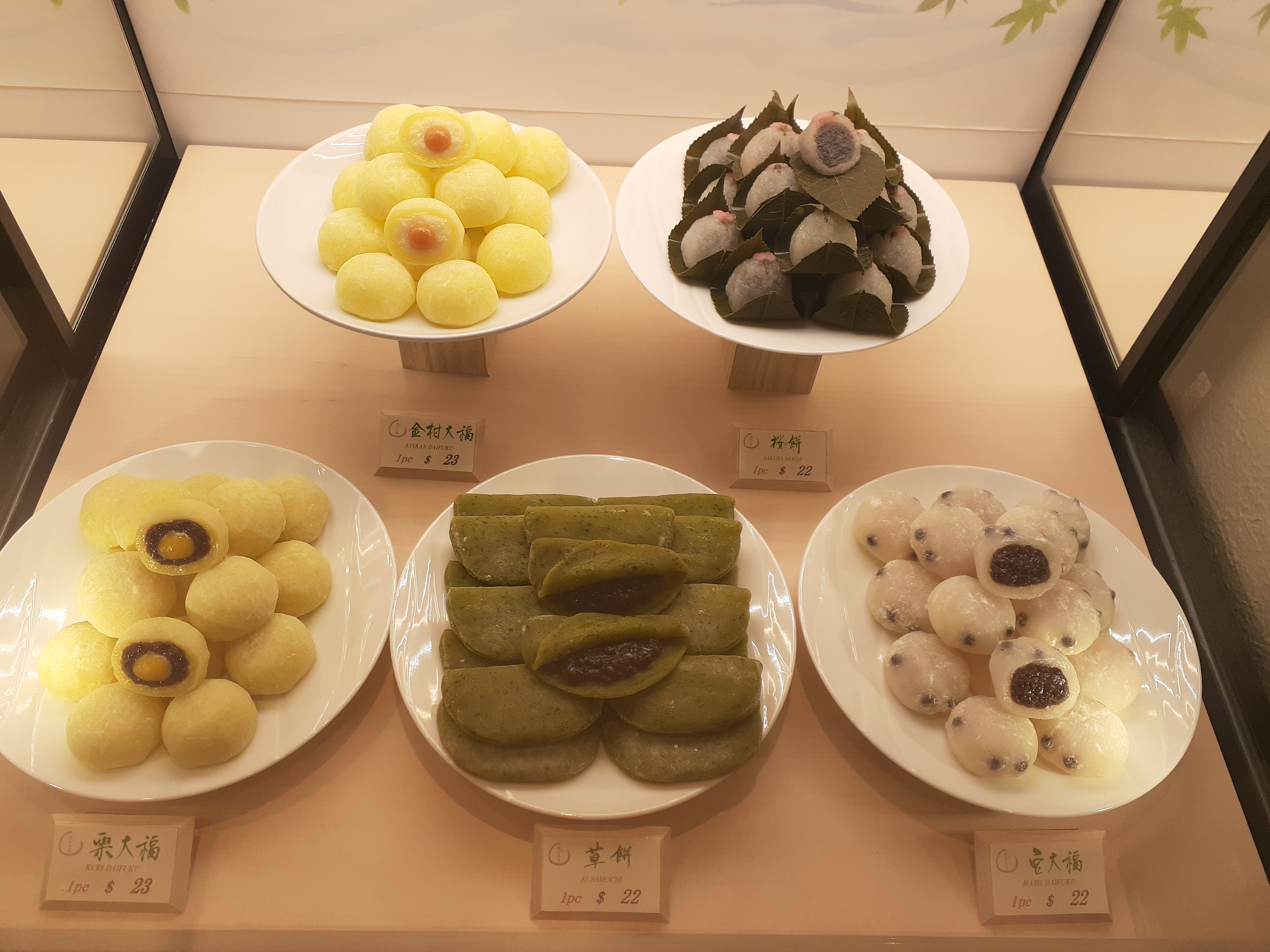
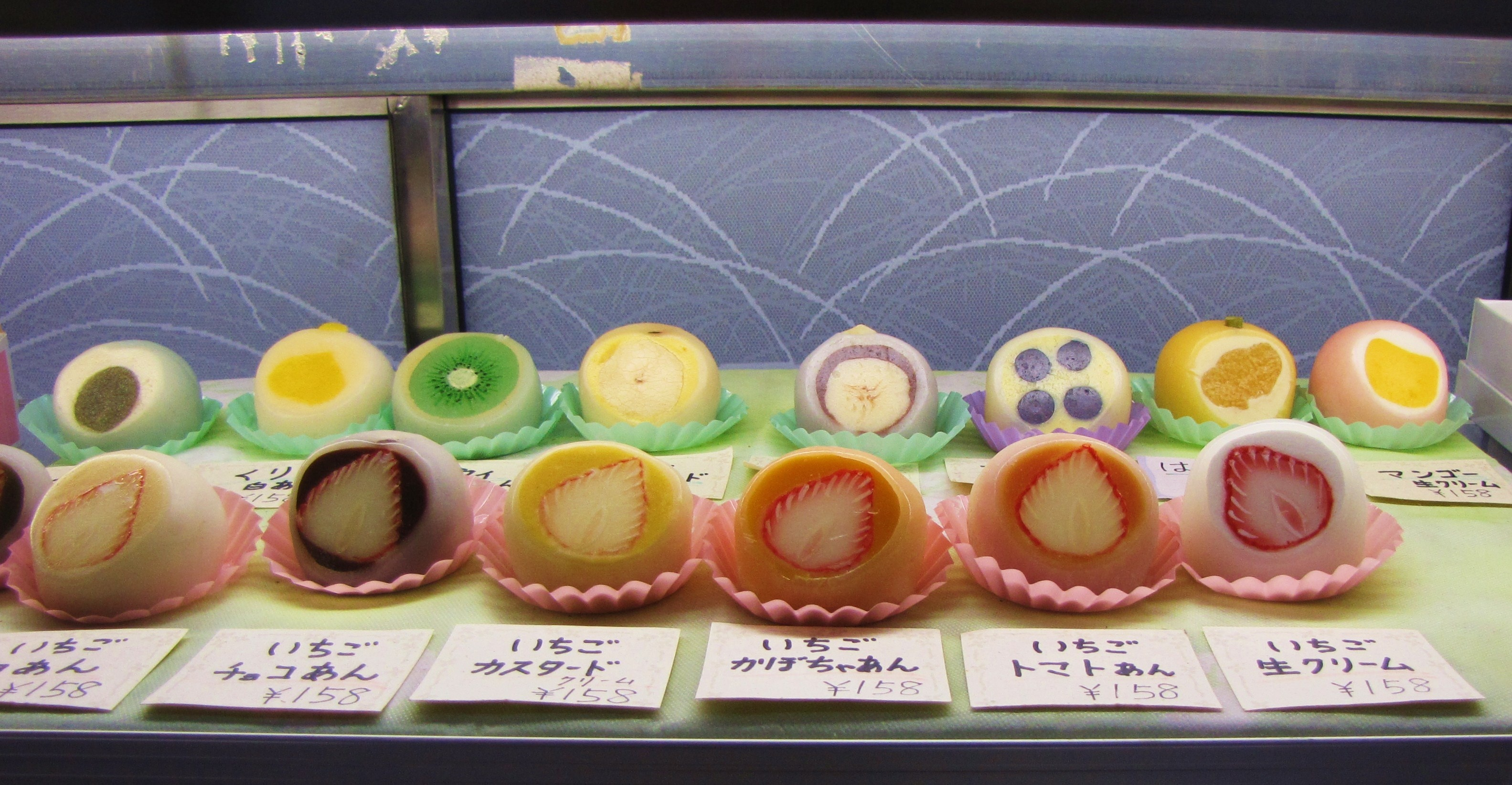

## Histoire et tradition
Les Chinois consomment traditionnellement des boules de riz glutineux fourrées aux haricots rouges azuki, au sésame et à la mélasse, dans des soupes tangyuan (« soupe de sphères »). Ces boules rondes évoquent la rondeur de la lune et sont traditionnellement consommées lors de la fête des lanternes clôturant les festivités du Nouvel An chinois du calendrier chinois (nouvel an lunaire), durant lesquelles des multitudes de lanternes célestes sont lâchées dans le ciel à titre de porte-bonheur pour la nouvelle année. Cette tradition, également pratiquée en Corée, ne l'est plus au Japon, car les fêtes lunaires ont été décalées aux dates équivalentes du calendrier solaire.

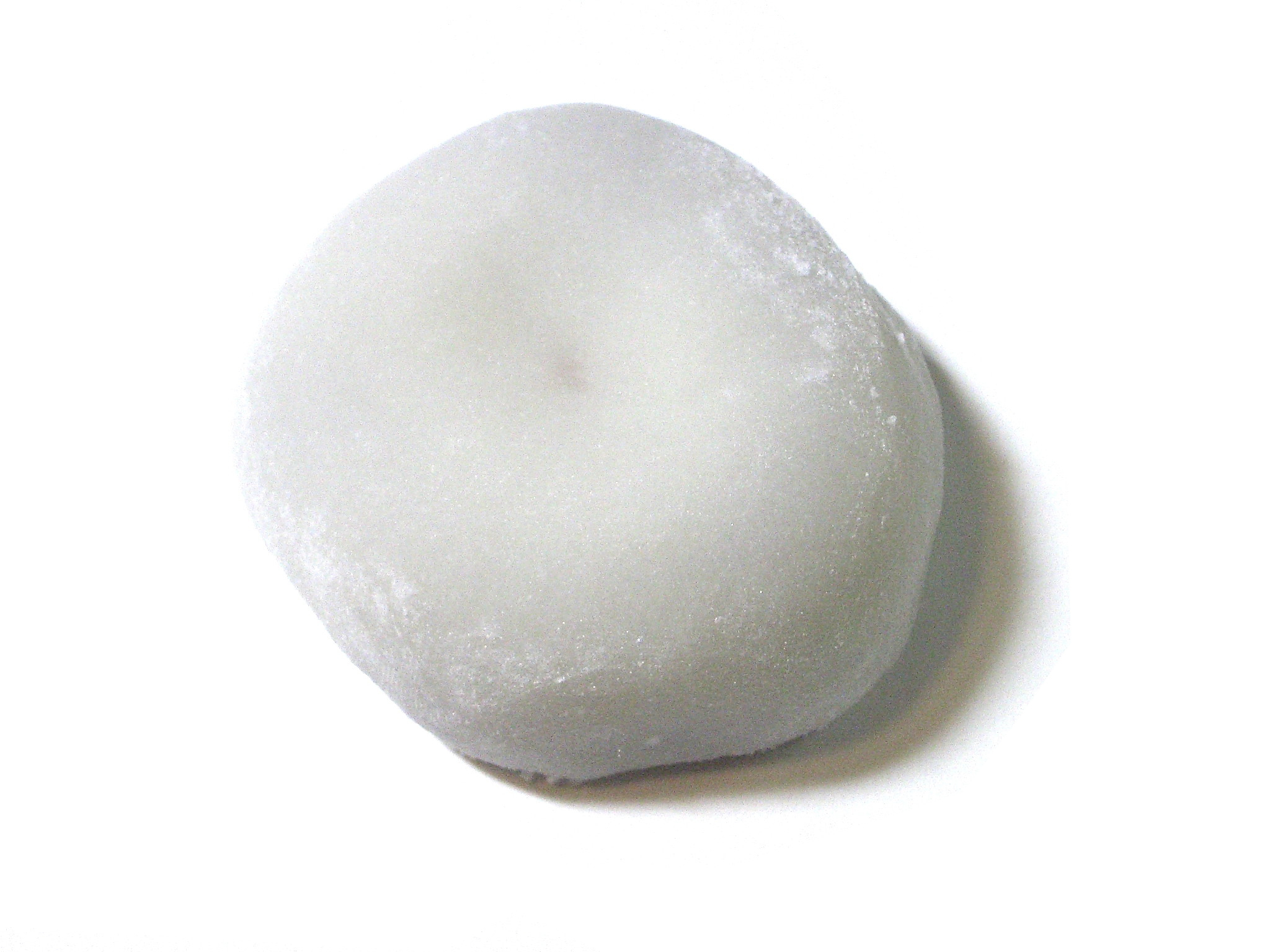
Daifuku.
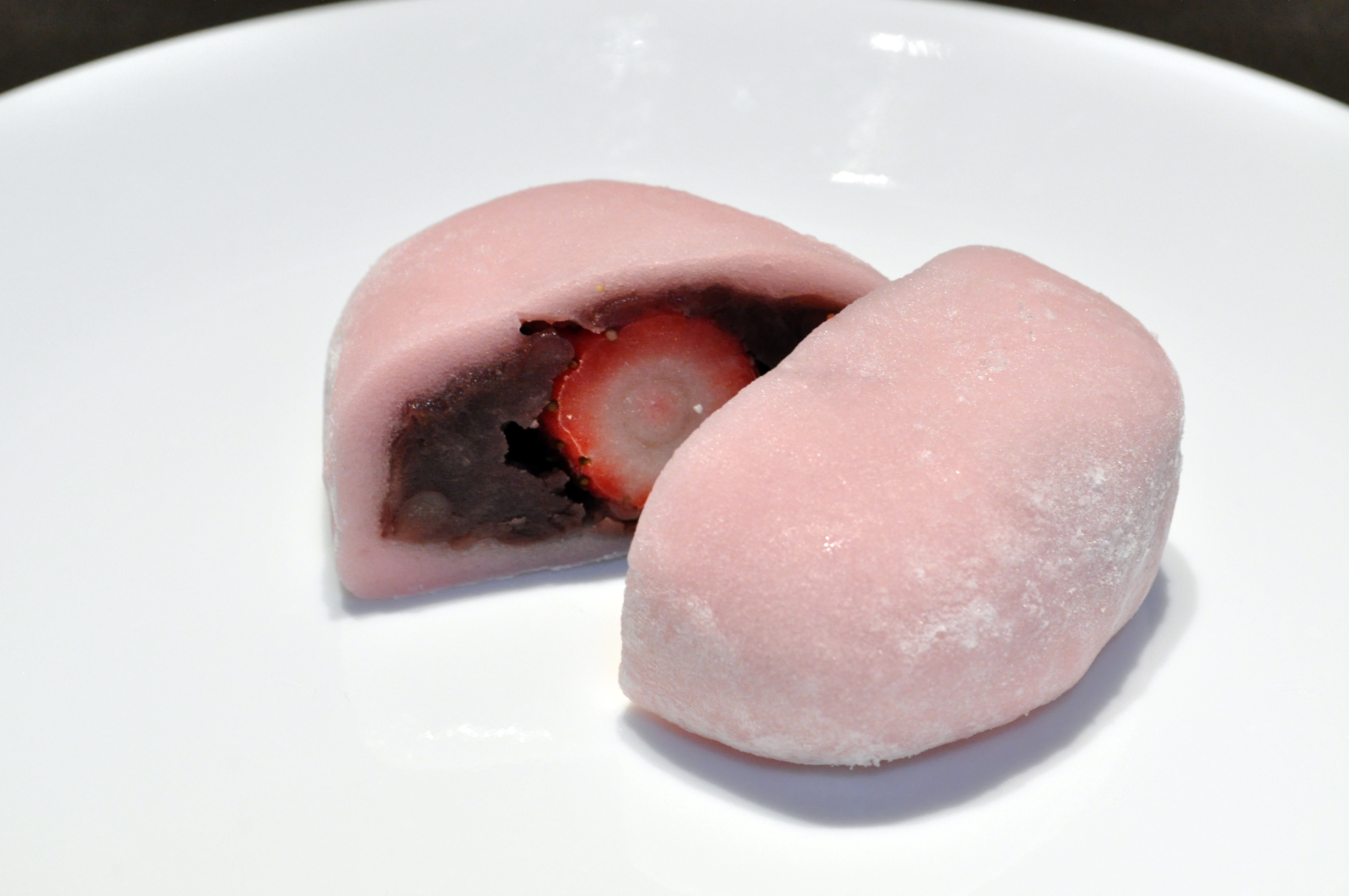
Ichigo daifuku.
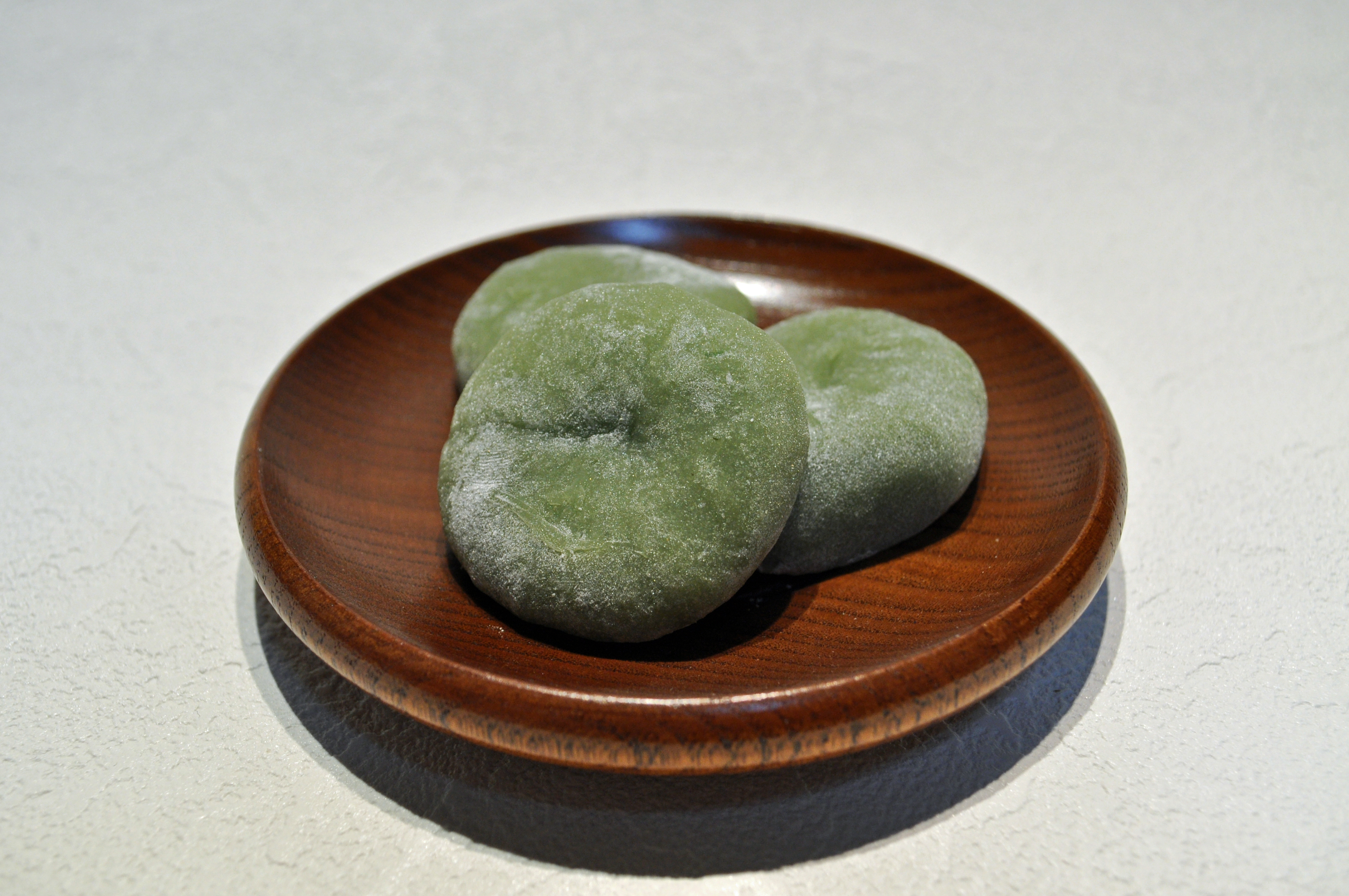
Yomogi daifuku.
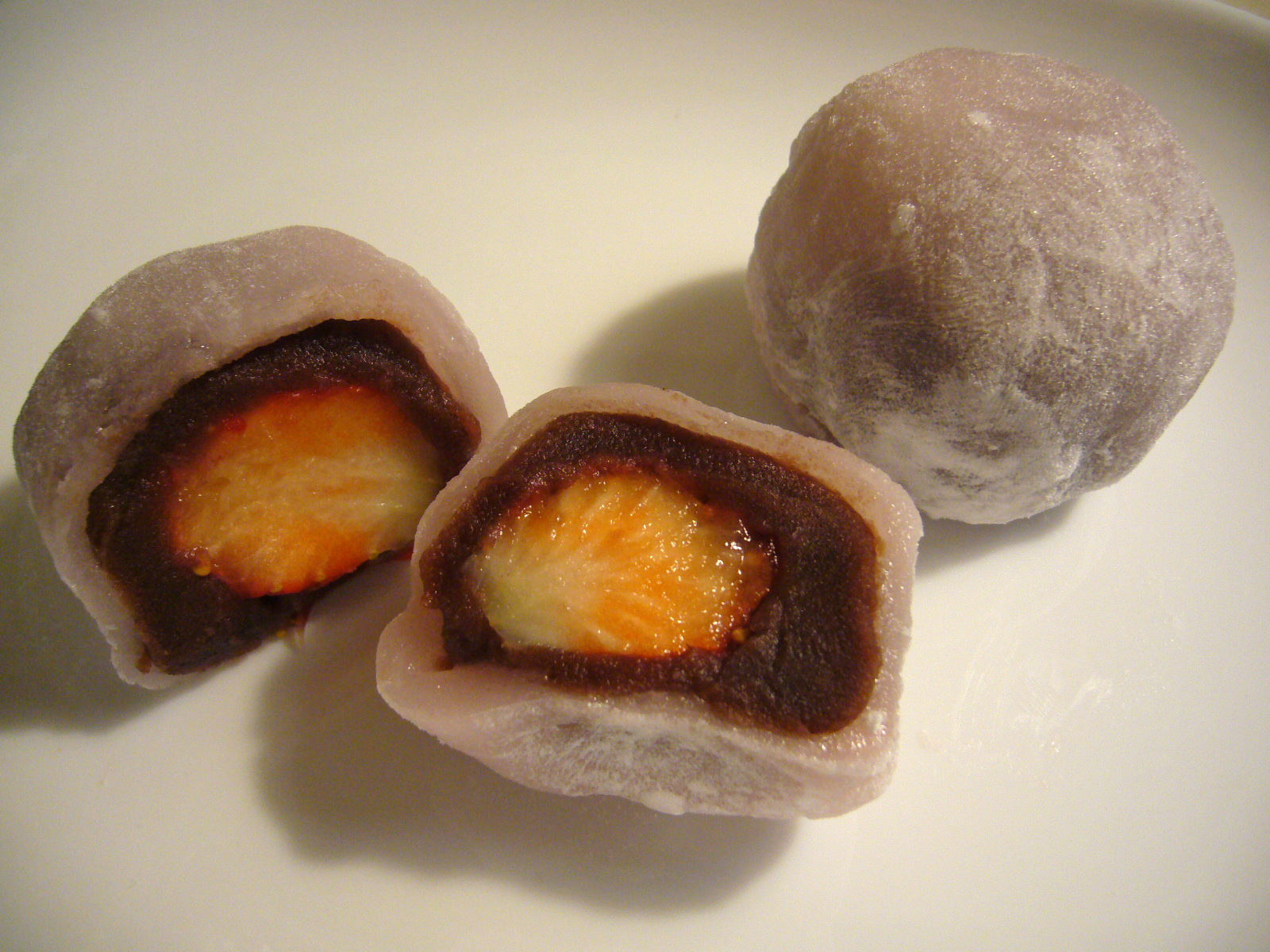
Ichigo daifuku.
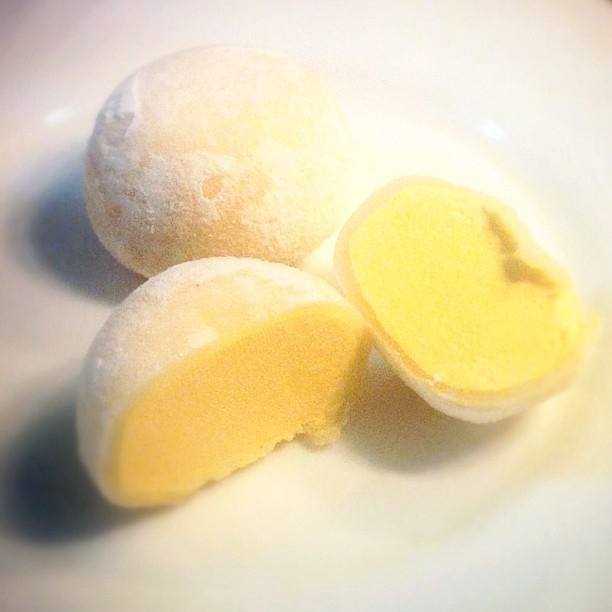
Mango daifuku.

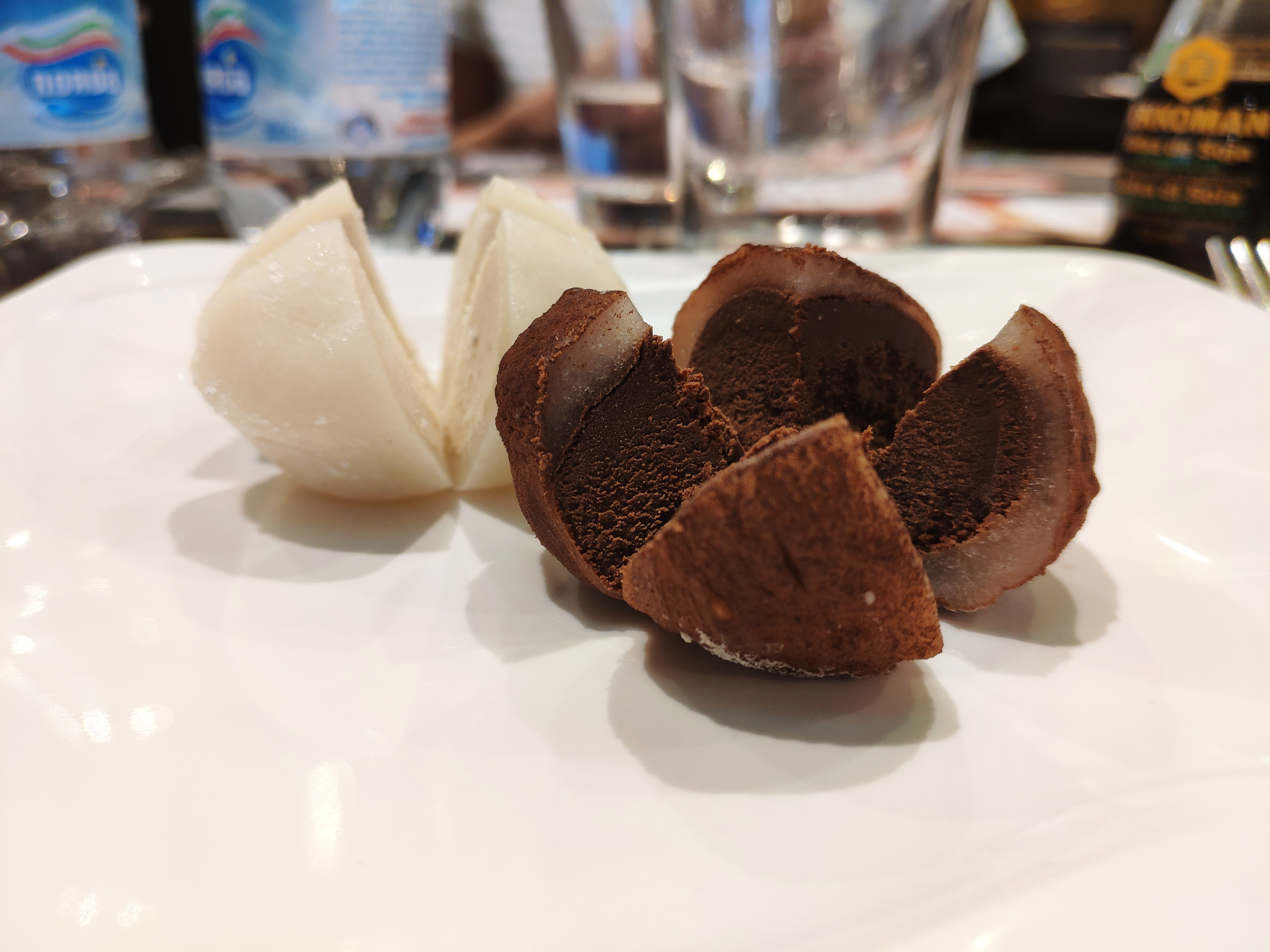
Mochi glacé, à la crème glacée.

Le caobing (gâteau d'herbe), consommé sec est probablement une autre préparation à l'origine des mochi japonais et du daifuku. L'oshiruko japonais conserve le principe de soupe de boules de riz gluant sucré et le zōni en est une version salée. De la même façon, les pâtisseries contenues dans ces soupes sont désormais consommées sèches, saupoudrées de poudre de riz ou plus rarement de sésame, afin que le daifuku ne colle pas après l'avoir bouilli dans l'eau comme c'est le cas pour la soupe tangyuan.

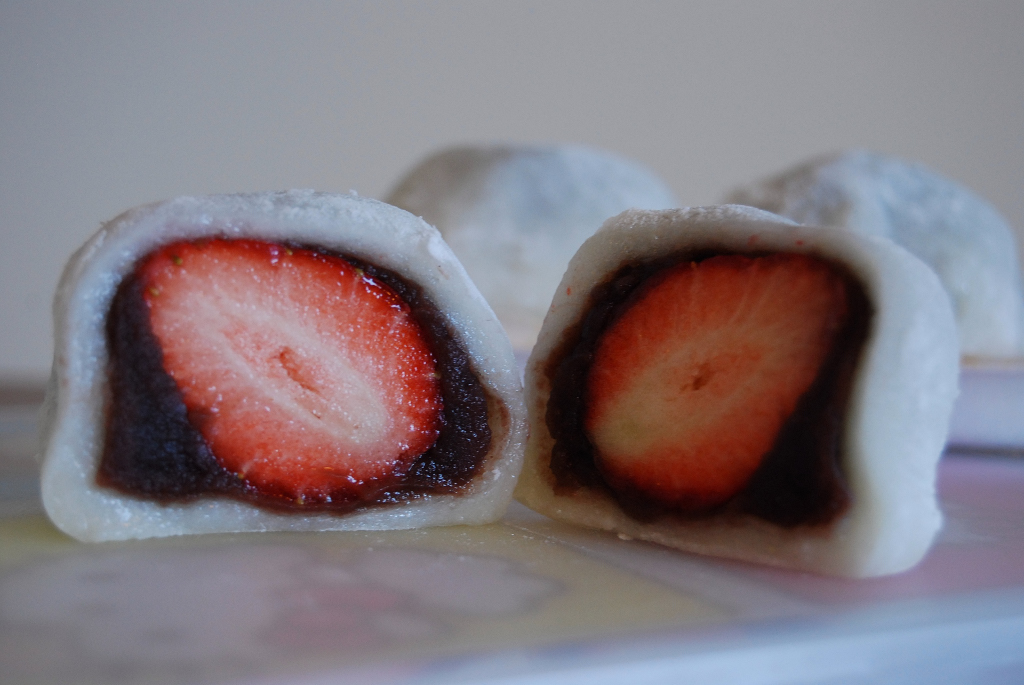
Ichigo daifuku.

À la fin du XVIIIe siècle, les daifuku ont gagné en popularité et les gens commencèrent à les manger toastés. Ils sont également utilisés comme offrandes lors de certaines cérémonies,.

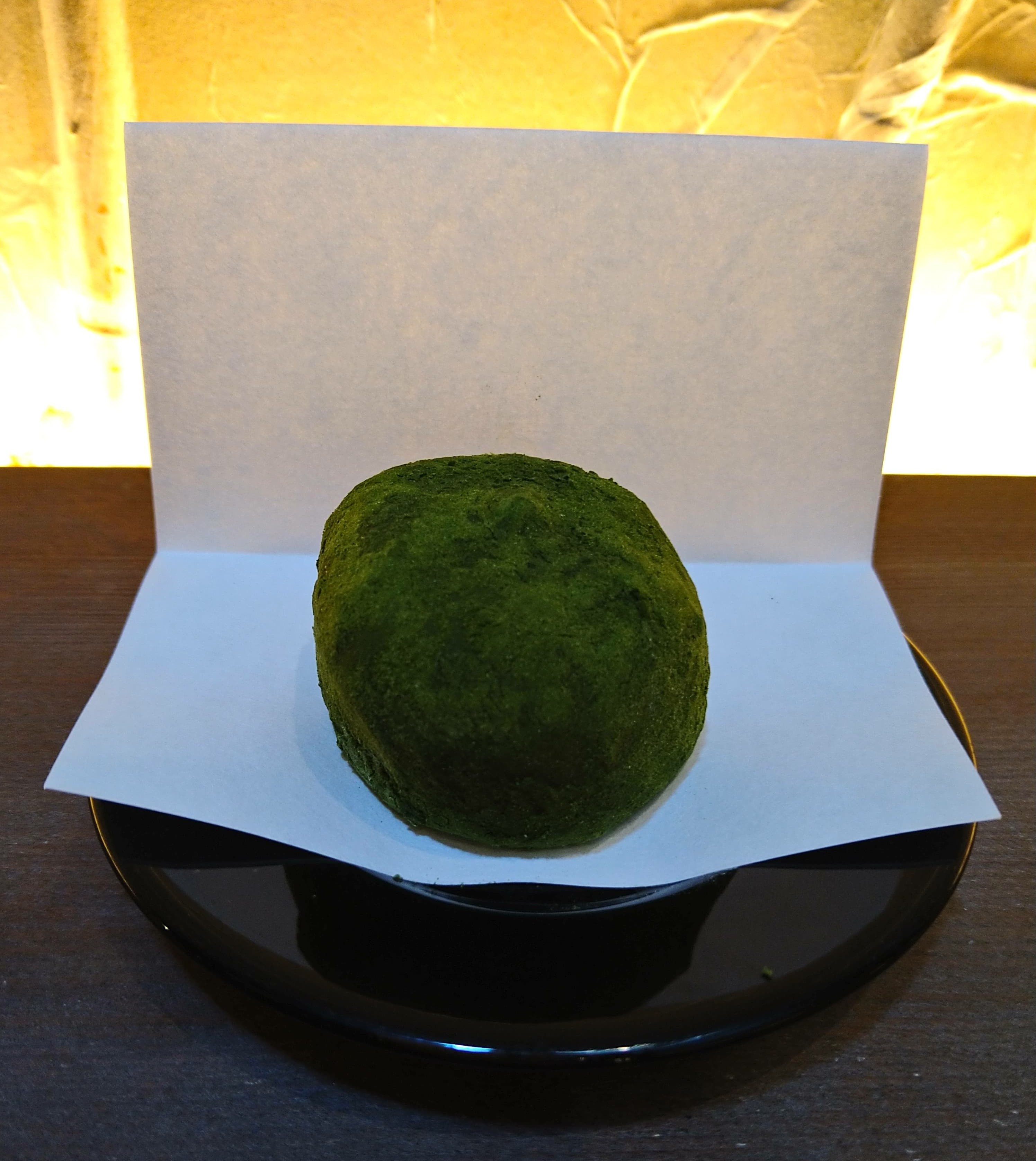
Kirinomori daifuku.

Cette pâtisserie fut ensuite introduite à Taïwan, lors de l'occupation japonaise (1895-1945), où elle est restée populaire après le retour de celle-ci à la souveraineté chinoise en 1945, à la suite de la conférence de Potsdam. Celui-ci est alors appelé à Taïwan mashu (zh:麻糬) (chinois traditionnel : 麻糬 ; pinyin : máshu).

## Préparation
Si la méthode spectaculaire mochitsuki est une manière traditionnelle de préparer des mochis et des daifuku, ils peuvent également être préparés plus simplement dans un saladier et au four à micro-ondes,,,,.

## Variétés
Il en existe de nombreuses variétés, aux multiples couleurs, comme fourrés aux haricots rouges azuki ou au potiron ou bien avec la partie composée de riz gluant imprégnée de matcha (thé vert japonais).
Les versions les plus courantes contiennent une pâte rouge (anko) ou verte. D'autres contiennent des fruits, comme des fraises (ichigo daifuku) ou un mélange de fèves et de morceaux de fruits :
- anko daifuku, à l'anko,
- ichigo daifuku (イチゴ大福) à la fraise, d'invention récente avec une fraise entière,
- macha daifuku (抹茶大福) au matcha, de différentes sortes[10],
- yomogi daifuku (蓬大福) à l'armoise, avec du kuzumochi (草餅),
- yukimi daifuku (雪見だいふく) « daifuku vue enneigée », sorte de crème glacée avec une mince couche de mochi,
- yuzu daifuku, au yuzu,
- mochi glacé, fourré de crème glacée.